# Barnes (Kansas)
Barnes una ciudad ubicada en el condado de Washington en el estado estadounidense de Kansas. En el año 2010 tenía una población de 159 habitantes y una densidad poblacional de 397,5 personas por km².

## Geografía
Barnes se encuentra ubicada en las coordenadas 39°42′41″N 96°52′23″O / 39.711525, -96.873094 (39.711525, -96.873094).

## Demografía
Según la Oficina del Censo en 2000 los ingresos medios por hogar en la localidad eran de $25,682 y los ingresos medios por familia eran $26,023. Los hombres tenían unos ingresos medios de $24,286 frente a los $18,750 para las mujeres. La renta per cápita para la localidad era de $16,446. Alrededor del 7.3% de la población estaban por debajo del umbral de pobreza.